# Новая Печера
Новая Печера — деревня в Рыбинском районе Красноярского края. Входит в Александровский сельсовет.

## История
В конце XIX века в село Рыбинское Енисейской губернии прибыли первые эстонские переселенцы из Печерской волости Псковской губернии. Ходокам предложили Сыргильский участок — северный участок Троицко-Заозёрновской волости у подножия отрогов Саянских гор, где протекает небольшая речка Сыргил. Недалеко от неё расположено маленькое озеро, в которое впадает ручей, названный Волчьим. В начале лета 1894 года, ходоки приехали сюда с семьями, с ними прибыли и другие переселенцы с Запада. Переселенцам выделили по сто рублей на приобретение скота, покупку продуктов и инвентаря. Поселение назвали Новой Печерой в память о Печоре, которая осталась в далекой Балтии. Эстонцы приняли православие, получили русские имена и фамилии, построили церковь, после чего поселение получило статус села. Сюда стали приезжать крестьяне из других волостей Эстонии. Новые переселенцы-лютеране селились в другой части села. 
В 1913 году была открыта начальная школа, состоявшая из двух классов. В 1927 году бедняки организовали первую в районе коммуну «Искра» и получили очень редкую по тем временам технику — трактор «Фордзон». В 1930 году коммуна стала колхозом. С 1955 года село электрифицировано, в том же году начала свою работу сельская библиотека.

## Население
| 2010 |
| ---- |
| 199  |

Гендерный состав
По данным Всероссийской переписи населения 2010 года в гендерной структуре населения мужчины составляли 44,7 %, женщины — 55,3 %.
Национальный состав
Согласно результатам переписи 2002 года, в национальной структуре населения русские составляли 62 %, эстонцы — 29 %.